# Eudimorphodon
L'Eudimorphodon ranzii è una specie di pterosauro vissuta in Italia nel Triassico (circa 220 milioni di anni fa). Il suo nome deriva dal greco, attraverso i prefissoidi e suffissoidi eu (bene, molto), di (due), morfo (forma) e odonto (dente), che significa quindi "dai denti di forma ben diversa", mentre Ranzii è il genitivo latino, "di Ranzi", in onore di Silvio Ranzi, zoologo dell'Università di Milano, grazie al quale i reperti di Eudimorphodon restarono al Museo Civico di Bergamo.

## Anatomia
Aveva un'apertura alare di circa 80 cm ed era lungo circa 70 cm; le grandi ali erano sostenute dal quarto dito della mano, molto sviluppato, e dal lungo braccio. La coda costituiva circa la metà della lunghezza totale dell'Eudimorphodon, e terminava con una formazione di pelle a forma di diamante, che probabilmente serviva a virare durante il volo. Aveva 114 denti 56 nell'arcata superiore e 58 nell'arcata inferiore. Essi avevano due forme diverse: quelli anteriori erano lunghi e appuntiti, quelli posteriori a cuspidi, molto probabilmente i piccoli avevano una sorta di denti da latte che servivano per catturare insetti. Il tipo di dentatura sarebbe segno di una dieta piscivora; tutto questo sembra essere confermato dal ritrovamento di squame di pesce come resto di un pasto. Per catturare i pesci probabilmente si immergeva, proprio come fa la sula, e sott'acqua imprigionava la preda con il becco, dove avere una buona vista e, soprattutto, dei muscoli molto forti per risollevarsi in aria. Esso era un volatore perfetto, possedeva una cassa toracica ampia e aveva i muscoli collegati allo sterno carenato; per più "' aerodinamicità '" aveva una forma romboidale.

## Storia dell'Eudimorphodon ranzii
L'Eudimorphodon ranzii è stato il primo pterosauro del Triassico di cui sono stati ritrovati i fossili. Fu scoperto nel 1973 a Cene, vicino a Bergamo, in una lastra del calcare di Zorzino, da due ricercatori del museo civico di scienze naturali della città,.
Nello stesso museo si può osservare una ricostruzione artistica del fossile. Il becco è stato raffigurato con i colori giallo e rosso in onore ai colori dello stemma della città di Bergamo. Un altro pterosauro giovanile di questa specie è stato ritrovato, in Valle Imagna, e donato al museo di scienze naturali di Bergamo. Questo esemplare conserva la più antica testimonianza fossile al mondo delle membrane alari ed è  stato scoperto, insieme alla Pseudocoleia Mazzolenii,  in località Ponte Giurino, dal prof. Mazzoleni Angelo.